# وستینگهاوس الکتریک
وستینگهاوس الکتریک (انگلیسی: Westinghouse Electric) شرکت انرژی اتمی آمریکایی است، که در سال ۱۹۹۹ توسط جرج وستینگهاوس تأسیس شد.